# Tutto chiede salvezza (serie televisiva)
Tutto chiede salvezza è una serie televisiva italiana composta da due stagioni, e tratta dall'omonimo romanzo di Daniele Mencarelli.
La prima stagione è stata pubblicata su Netflix il 14 ottobre 2022. La seconda stagione è stata pubblicata il 26 settembre 2024 sulla medesima piattaforma VOD.

## Trama
La serie racconta di Daniele Cenni, un ragazzo che si risveglia in un SPDC (Servizio Psichiatrico Diagnosi e Cura) contro la sua volontà, e della settimana che vi passerà dopo avere subito un TSO.

## Episodi
| Stagione         | Episodi | Pubblicazione Italia |
| ---------------- | ------- | -------------------- |
| Prima stagione   | 7       | 2022                 |
| Seconda stagione | 5       | 2024                 |

## Personaggi e interpreti

### Personaggi principali
- Daniele Cenni (stagioni 1-2), interpretato da Federico Cesari.
Ragazzo dall'animo buono e sensibile che viene sottoposto a un Trattamento Sanitario Obbligatorio (TSO) in seguito a un grave attacco di rabbia. Vive con i suoi genitori, ha lasciato gli studi universitari per il lavoro ed ha un fratello e una sorella maggiori. All'inizio della sua permanenza in ospedale si sente poco a suo agio con i suoi compagni di stanza, ma in seguito nascerà uno speciale legame con loro. Nella seconda stagione, dopo la sua dimissione, tornerà in ospedale per svolgerere un corso da infermiere tirocinante. Inoltre litigherà con Nina, sua ex compagna di scuola, che era stata ricoverata precendentemente nel reparto femminile dell'ospedale, per l'affidamento della figlia Maria, nata durante il loro matrimonio terminato con un divorzio. Nonostante la sua guarigione, Daniele incontrerà ancora diversi problemi nella gestione delle sue emozioni.
- Nina Marinelli (stagioni 1-2), interpretata da Fotinì Peluso.
Attrice, influencer ed ex compagna di liceo di Daniele, viene ricoverata nel reparto femminile dopo aver tentato il suicidio. Nella seconda stagione si scontra con Daniele per l’affidamento della figlia Maria.
- Mario Visentin (stagioni 1-2), interpretato da Andrea Pennacchi.
Compagno di stanza di Daniele ed ex maestro delle elementari messo a riposo per i suoi problemi mentali. Soffre di parafrenia, una psicosi che si manifesta in tarda età. Nella seconda stagione, dopo essere morto, torna spesso in visione a Daniele.
- Gianluca Bruno (stagioni 1-2), interpretato da Vincenzo Crea.
Altro compagno di stanza di Daniele, gay e sofferente di disturbo bipolare. Una volta uscito confesserà a Daniele di essere innamorato di lui.
- Madonnina (stagioni 1-2), interpretato da Vincenzo Nemolato.
Compagno di stanza di Daniele di cui si sa poco e niente, ma si presume che soffra di ebefrenia, una forma di schizofrenia estremamente grave.
- Giorgio Renzi (stagioni 1-2), interpretato da Lorenzo Renzi.
Un gigante buono con la testa da bambino che arriva nel reparto poco dopo Daniele. Diventerà il giardiniere della struttura una volta uscito.
- Alessandro Proietti (stagioni 1-2), interpretato da Alessandro Pacioni.
Altro ragazzo ricoverato nella stanza di Daniele, si trova in uno stato catatonico per cui non parla e non guarda venendo assistito perennemente dal padre. Nella seconda stagione, dopo la morte del padre, torna per un breve periodo nella struttura tornando a muoversi piano piano.
- Pino Ciogli (stagioni 1-2), interpretato da Ricky Memphis.
Infermiere maschilista e razzista.
- Guido Mancino (stagioni 1-2), interpretato da Filippo Nigro.
Psichiatra del reparto, all'inizio sembra spigoloso verso Daniele ma più avanti i due instaureranno un rapporto confidenziale.
- Elisabetta Cimaroli (stagioni 1-2), interpretata da Raffaella Lebboroni.
È la responsabile del reparto.
- Rossana (stagioni 1-2), interpretata da Bianca Nappi.
Infermiera che copre il turno notturno nel reparto.
- Alessia (stagioni 1-2), interpretata da Flaure B.B. Kabore.
Altra infermiera del reparto i cui genitori sono originari del Burkina Faso.
- Anna Cenni (stagioni 1-2), interpretata da Lorenza Indovina.
Madre di Daniele.
- Antonella Cenni (stagioni 1-2), interpretata da Arianna Mattioli.
Sorella di Daniele dal quale prende le distanze dopo il ricovero.
- Angelo Cenni (stagioni 1-2), interpretato da Michele La Ginestra.
Padre di Daniele con il quale cerca di mantenere un buon rapporto nonostante l'accaduto.
- Padre di Alessandro (stagione 1), interpretato da Massimo Bonetti.
- Giorgia (stagioni 1-2), interpretata da Carolina Crescentini.
Madre di Nina sulla cui carriera ha scommesso tutto ignorando i suoi segnali di infelicità e fragilità.
- Angelica Visentin (stagione 2), interpretata da Valentina Romani. 
 Figlia di Mario e nuova fiamma di Daniele.
- Matilde Bardi (stagione 2), interpretata da Drusilla Foer. 
 Paziente transgender della struttura con frequenti scatti d’ira.
- Paolo (stagione 2), interpretato da Marco Todisco. 
 Altro nuovo paziente.
- Rachid (stagione 2), interpretato da Samuel Di Napoli. 
 Calciatore mancato di origine algerina e arrivato da Marsiglia; dopo uno scontro con Daniele cercherà di ricattarlo per evitargli una denuncia.
- Armando (stagione 2), interpretato da Vittorio Viviani. 
 Ospite della struttura fino a quando verrà trasferito in una RSA perché non ha una casa.

### Personaggi secondari
- Moglie di Ludovico Weiss (stagione 1), interpretata da Claudia Zanella.
- Giovanni Cenni (stagioni 1-2), interpretato da Giacomo Mattia.
Fratello poliziotto di Daniele.
- Padre di Gianluca (stagione 1), interpretato da Vincenzo De Michele.
È un generale integerrimo che è stato in guerra e che cerca di rimettere in riga il figlio.
- Marcello (stagione 1), interpretato da Gabriele Berti.
È un amico d’infanzia di Daniele che quest'ultimo scopre aver subito un grave danno cerebrale, in seguito ad un incidente in auto. Le sue condizioni sono il principale motivo dell'attacco di rabbia di Daniele.
- Madre di Marcello (stagione 1), interpretata da Eliana Bosi.
- Ludovico Weiss (stagione 1), interpretato da Alessandro Averone.
Amante di Nina Marinelli che è la testimonial della sua azienda.
- Donna Uccellino (stagione 1), interpretata da Fulvia Patrizia Olivieri.
- Primario (stagione 1), interpretato da Andrea Melella.
- Zio Roberto (stagione 1), interpretato da Mario Tulli.
- Carolina (stagione 1), interpretata da Anna Di Luzio.
- Ex fidanzata di Daniele (stagione 1), interpretata da Chiara Bragaglia.
- Luigi (stagione 1), interpretato da Darix Folco.
- Damiano (stagione 1), interpretato da Niccolò Ferrero.
- Amico di Daniele (stagione 1), interpretato da Mirko Brcic.
- Amico di Daniele (stagione 1), interpretato da Gioele Arini.
- Amico di Daniele (stagione 1), interpretato da Andrea Crescenzio.
- Daniele a 8 anni, interpretato da Carlo Baroni.
- Daniele a 12 anni (stagione 1), interpretato da Saverio Sargenti.
- Fabio (stagione 1), interpretato da Andrea Romino.
- Giuseppe (stagione 1), interpretato da Marco Valerio Bartocci.
- Avvocatessa di Nina (stagione 2), interpretata da Marit Nissen..
- Giudice tribunale (stagione 2), interpretato da Giuseppe Dell’Acqua.
- Maria Cenni (stagione 2), interpretata da Aurora e Mirissa Fontana. 
 Figlia di Daniele e Nina.
- Infermiera parto Nina (stagione 2), interpretata da Francesca La Spina.
- Avvocatessa di Daniele (stagione 2), interpretata da Michela Lusa.

### Guest star
- Paolo Virzì (stagione 2) nel ruolo di se stesso.

## Produzione
La serie è stata girata tra Roma (in particolare il quartiere della Garbatella dove troviamo la casa del protagonista), l'Ospedale Militare Lungodegenza di Anzio, costruito nel 1934 come luogo di cura per malattie infettive e la piscina olimpionica del Lido di Ostia.
La serie è stata confermata per una seconda stagione, le cui riprese prendono il via il 28 agosto 2023. Il 19 luglio 2024 il Giffoni Film Festival ospita l’anteprima del primo episodio della seconda stagione, distribuita il 26 settembre seguente. Tra le location della seconda stagione troviamo il cimitero civile di Anzio, la discoteca Seashell del litorale e a Roma il Teatro Anfitrione, l’Università La Sapienza, la Rinascente, il tribunale civile, il lungotevere.
Dopo la distribuzione della seconda stagione, il regista Francesco Bruni ha affermato che non ci sarebbe stata una terza stagione.

## Riconoscimenti
- Nastri d'argento - Grandi Serie
  - 2025 – Miglior serie TV - Dramedy[7]
- Italian Global Series Festival
  - 2025 – Candidatura alla miglior serie drama a Francesco Bruni[8]
  - 2025 – Candidatura al miglior attore protagonista in una serie drama a Federico Cesari